# Masuma Begum
Masuma Begum, död 1990, var en indisk feminist.
Hon var ordförande för All India Women's Conference 1962–1963. 